# Lunar Crater Observation and Sensing Satellite
Lunar CRater Observation and Sensing Satellite (LCROSS, Космический аппарат для наблюдения и зондирования лунных кратеров) — название автоматической межпланетной станции НАСА, запущенной, вместе с Lunar Reconnaissance Orbiter, 18 июня 2009 года (в 21:32:33 UTC) к Луне, в рамках космической программы Lunar Precursor Robotic Program (19 июня в 01:32:33 мск).
От полёта LCROSS ожидалось получить окончательные сведения о наличии водяного льда на южном полюсе Луны, который мог бы сыграть важную роль для будущих пилотируемых экспедиций на Луну.
9 октября 2009 года в 11:31:19 UTC на поверхность Луны, в районе кратера Кабеус (англ. Cabeus), упал направленный туда разгонный блок «Центавр». В результате падения выброшено облако из газа и пыли. LCROSS пролетел сквозь выброшенное облако, анализируя вещество, поднятое со дна кратера.
В 11:35:45 UTC LCROSS упал в тот же кратер, успев передать на Землю результаты своих исследований. С лунной орбиты за падением следил зонд «LRO», с околоземной — космический телескоп Хаббл и европейский спутник «Odin». С земли — крупные обсерватории.
Гавайские острова стали центром наблюдений, поскольку в этом районе расположено значительное количество крупных астрономических инструментов.
Наблюдать результат падения смогли и астрономы-любители в телескопы с апертурой от 25 сантиметров. Для них NASA опубликовало детальные данные о том, где можно будет увидеть столкновение при помощи телескопов.
Также NASA TV организовала прямую трансляцию с аппарата LCROSS.

## Результаты эксперимента

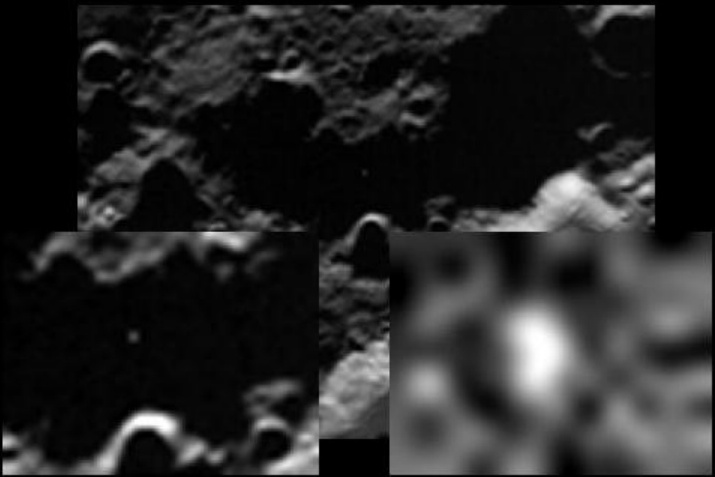
Вспышка от столкновения разгонного блока «Центавр» с Луной

По причинам пока не известным, высота облака частиц от взрыва оказалась существенно ниже рассчитанной — 1,6 километра вместо 10, так что шлейф от взрыва оказался недоступен для наблюдения наземными телескопами. Однако выброшенного количества породы хватило для её анализа LCROSS, и 14 ноября 2009 года НАСА опубликовало предварительные результаты из которых можно было сделать вывод, что облако частиц содержало не меньше 100 килограммов воды.
22 октября 2010 в журнале «Science» опубликованы результаты исследований зонда LCROSS. Сообщается, что на полюсах спутника Земли были обнаружены залежи льда и других веществ. Особенно неожиданным для учёных стало наличие на Луне большого количества ртути и серебра.
После столкновения с Луной «Центавра» поднялось облако пара, температура которого составляла 826,85 °C. Вслед за ним поднялось облако пыли. LCROSS зарегистрировал наличие порядка 143—167 килограммов воды в виде пара и льда в поднятом облаке. Это позволило оценить массовую долю льда в реголите примерно в 2,7—8,5 %. При этом другая группа, наблюдавшая за тем же событием при помощи инструмента DLR (Diviner Lunar Radiometer), установленного на зонд LRO, полагает, что часть пара прошла мимо сенсоров LCROSS, и общая масса поднятой воды составляла порядка 300 кг.
В поднятом облаке были также зафиксированы такие вещества как ртуть и серебро.
В поднятом облаке пыли спектроскопические данные, полученные зондом LRO, выявили наличие 570 кг угарного газа, 140 кг молекулярного водорода, 160 кг кальция, 120 кг ртути и 40 кг магния.
По данным зонда LCROSS в облаке обнаружили следы натрия, аммиака, гидроксильных групп, углекислого и угарного газа, а также серебра. Следы серебра и золота обнаруживались на Луне и ранее, но в незначительных количествах. По мнению учёных, все эти вещества были занесены на небесное тело кометами, метеоритами и астероидами. Под действием Солнца летучие вещества испарялись и разносились по Луне, но в конце концов оседали в вечно холодных районах вблизи полюсов.